# Embalse de Alicurá
El embalse de Alicurá o Alí Curá es el primero de cinco diques sobre el río Limay en el noroeste de la región del Comahue,  Argentina, unos 100 km de la importante ciudad de San Carlos de Bariloche, aproximadamente a 40°35′S 70°45′O / -40.583, -70.750,  y a 705 m s. n. m.  Perteneciente a la empresa estatal Hidronor, mediante inversión de capitales públicos. En 1993 el presidente Carlos Menem dispuso la privatización de los activos de Hidronor, pasando el embalse a ser propiedad de la empresa Hidroeléctrica Alicurá SA, que en 2018 era propiedad de la empresa AES Argentina, filial del grupo multinacional estadounidense The AES Corporation. 
El embalse se usa primariamente para generar hidroelectricidad. El reservorio se emplea para la cría de salmones y de truchas de río.
Alicurá almacena de una cuenca hidrográfica de 67,5 km², su prof. media es de 48 m (máximo 110 m) y 327.000 hm³.

## Datos Técnicos

Esquema del lago formado por el embalse Alicurá sobre el río Limay.

La represa de Alicurá, está equipada con cuatro turbinas Francis de eje vertical con una potencia instalada unitaria de 262,5 MW lo que totaliza 1050 MW. Se ubica en la estepa patagónica, sobre el cauce del río Limay, 130 km al norte de la ciudad de Bariloche y 190 km al sur de la ciudad de San Martín de los Andes.
El nivel máximo es de 705 m s. n. m. y el mínimo es de 692 m s. n. m. Su inicio de llenado data del año 1983, la longitud del coronamiento es de 850 m.
La presa posee una estructura de cerramiento de materiales sueltos con núcleo impermeable y está fundada en roca/aluvión. Tiene una altura total de 135m. Las estructuras del vertedero y la obra de toma, ambas construidas en hormigón, están ubicadas al costado de la obra de cierre, sobre la margen izquierda. El vertedero es de superficie libre, con perfil guiado y compuertas de sector, con capacidad de 3000 m3/s y un largo total de 542 m.